# یویک
یویک (به صربی: Jevik) یک منطقهٔ مسکونی در صربستان است که در سینیتسا واقع شده‌است. یویک ۴٫۷۲ کیلومتر مربع مساحت و ۶۰ نفر جمعیت دارد.